# MTU Aero Engines
MTU Aero Engines AG er en tysk producent af flymotorer. MTU udvikler og fremstiller til både civile og militære fly. I 1934 blev BMW Flugmotorenbau GmbH etableret som et spin-off fra BMW.